# Bricolage
Il bricolage è un'attività manuale che consiste in piccoli lavori che una persona, generalmente non professionista, esegue per proprio conto e soddisfazione. 

## Descrizione
In questo si distingue da un lavoro propriamente detto venendo piuttosto considerato come un hobby, cioè le attività che le persone eseguono nel tempo libero. Più similmente viene avvicinato al "fai da te", ed è anche legato a tutte quelle attività che una persona compie da sola per il miglioramento e la cura della casa, come la creazione di piccoli mobili o effettuare riparazioni di lieve entità.

## Attività tipo
Tra le tante attività che di solito sono associate alla nozione di fai da te possiamo ricordare:
- la creazione manuale di oggettistica
- la decorazione domestica
  - posa di tappezzeria
  - posa di parquet e piastrelle
  - tinteggiatura
- l'impiantistica
  - posa e manutenzione dell'impianto elettrico, telefonico e televisivo
  - posa e manutenzione dell'impianto idraulico e dei sanitari
  - posa e manutenzione degli impianti di riscaldamento e refrigerazione
- lavori in muratura e carpenteria
- la confezione di capi di abbigliamento e manufatti in tessuto
- falegnameria
- giardinaggio
- bigiotteria
- craquelé

Altre attività non legate propriamente alla cura della casa che possono essere definite bricolage:
- cura del proprio mezzo di trasporto (il più comune è l'automobile)
- installazione e manutenzione di impianti Hi-Fi e Home Theater

## La subcultura "maker"
Strettamente collegato è il movimento culturale contemporaneo dei maker, che dell'attività del faidaté rappresenta un'estensione su base tecnologica. Tra gli interessi tipici dei maker vi sono realizzazioni di tipo ingegneristico, come apparecchiature elettroniche, robotiche, stampa 3D, e l'uso di apparecchiature a controllo numerico, ma anche attività più convenzionali, come lavorazione del metallo, del legno e dell'artigianato tradizionale. I termini DIY o do it yourself o fai da te sono inoltre utilizzati per descrivere:
- L'autoproduzione di libri, fanzine e fumetti alternativi
- Gruppi musicali o solisti che realizzano produzioni con etichette musicali fondate da loro stessi
- Composizioni di Mixtape
- Creazione in proprio di talismani, abiti, gioielli fatti a mano, ceramiche ed altro
- Autoproduzione di biglietti da visita, manifesti, inviti e simili
- Negli ambienti punk o indie, la creazione di merchandise musicale riutilizzando materiali riciclati, di scarto o a basso costo con l'uso di particolari serigrafie
- Sviluppo e/o modificazioni (game modding) di giochi indipendenti
- La costruzione di circuiti elettronici per la produzione di strumenti musicali e noise machine come l'Atari Punk Console o partendo da circuiti di vecchi giocattoli da bambino.

## Il bricolage nella letteratura
Claude Lévi-Strauss ha definito il bricolage "un riflesso sul piano pratico dell'attività mitopoietica".